# کریگ استیونز (شناگر)
کریگ استیونز (انگلیسی: Craig Stevens؛ زادهٔ ۲۳ ژوئیهٔ ۱۹۸۰) شناگر اهل استرالیا است.
وی در مسابقات کشوری و بین‌المللی در مجموع برندهٔ ۳ مدال طلا، ۲ مدال نقره، ۳ مدال برنز شده‌است.